# Erwerbs- und Wirtschaftsgenossenschaft (Österreich)
Die Erwerbs- und Wirtschaftsgenossenschaft  (Gen) ist eine mögliche Gesellschaftsform in Österreich.

## Definition
Genossenschaften sind Vereinigungen von nicht geschlossener Mitgliederzahl, die der Förderung des Erwerbs oder der Wirtschaft ihrer Mitglieder dienen. Genossenschaftliche Zusammenschlüsse sind Kooperationen zwischen natürlichen und / oder juristischen Personen. In der Praxis treten unterschiedliche Arten von Genossenschaften auf z. B. Kredit-, Einkaufs-, Verkaufs-, Konsum-, Verwertungs-, Nutzungs-, Bau-, Wohnungs- und Siedlungsgenossenschaften. Die Genossenschaft ist eine juristische Person und hat eigene Rechtspersönlichkeit.

## Gründung
Zuerst müssen sich mindestens zwei natürliche und/oder juristische Personen finden, die eine Genossenschaft gründen möchten.
Zur Gründung bedarf es nach §3 Genossenschaftsgesetz (GenG) weiters:
- die Annahme der Genossenschaftsfirma (= der Name des Unternehmens muss die Bezeichnung „eingetragene Genossenschaft“ enthalten),
- die schriftliche Abfassung des Genossenschaftsvertrages (=Satzung, hier müssen Zweck, Sitz, Haftung, anzuwendendes Stimmrecht, Dauer der Unternehmung, Zusammensetzung des Aufsichtsrates und des Vorstandes etc. festgelegt werden),
- sowie die schriftliche Eintragung ins Firmenbuch.[1]

## Organe
Die Organe der Genossenschaft sind der Vorstand, der Aufsichtsrat und die Generalversammlung. Die Geschäftsführung und Vertretung erfolgt durch den Vorstand.